# 黑色俄羅斯
黑色俄罗斯（英語：Black Russian）是伏特加和甘露咖啡利口酒调制而成的鸡尾酒 。 根据国际调酒师协会官方鸡尾酒（IBA）指定的成分，它是将伏特加和甘露咖啡利口酒以5比2的比例调和而成。传统上，是通过将伏特加酒倒在冰块或碎冰快的古典杯中，然后倒入甘露咖啡利口酒制成的。

## 历史
这种组合最早出现于1949年，是比利时調酒師古斯塔夫·托普斯在布鲁塞尔大都会酒店为纪念佩勒·梅斯塔当时的美国驻卢森堡大使而创造的。“黑色”表示甘露咖啡力娇酒的颜色，“俄罗斯”与伏特加酒相关，这便是这款鸡尾酒名字的来源。另一方面，这个名字象征着苏联和美国之间刚刚开始的冷战时期。这种鸡尾酒被认为是包括咖啡在内的混合饮料的祖先，只是在第二次IBA重新规划中才被列入世界鸡尾酒典藏。

## 其他变种
- 長黑色俄罗斯：放在高球杯中，再加入可乐[3]。
- 黑魔法：配上少许柠檬汁並以柠檬作为装饰[4]。
- 絲滑黑色俄羅斯：配上一杯健力士[2][5]。
- 棕色俄罗斯：装在高球杯里，上面配薑汁汽水[6]。
- 佩里的黑色俄罗斯：装在香草味伏特加的高球杯中，上面放可乐 。
- 维达酒：搭配野格利口酒。
- 加州俄罗斯：与一杯橘子味的甜酒和一片橙子。
- 白色俄罗斯：搭配鮮奶油。
- 浑水之酒或迷茫俄罗斯：配以爱尔兰奶油。如果在其中添加奶油，则称为泥石流俄罗斯。

## 其他相关
- 白色俄罗斯
- 鸡尾酒列表